# Tratado fronterizo germano-polaco
El tratado fronterizo germano-polaco de 1990 resolvió finalmente la cuestión de la frontera germano-polaca, que, desde el punto de vista del Derecho internacional, estaba pendiente desde 1945. Fue firmado por los ministros de Asuntos Exteriores de Polonia y Alemania, Krzysztof Skubiszewski y Hans-Dietrich Genscher, respectivamente, el 14 de noviembre de 1990 en Varsovia, la capital de Polonia; fue ratificado por el Sejm polaco el 26 de noviembre de 1991 y por el Bundestag alemán el 16 de diciembre de 1991. Entró en vigor con el intercambio de los instrumentos de ratificación el 16 de enero de 1992.
El título completo del tratado es "Tratado entre la República Federal de Alemania y la República de Polonia sobre la confirmación de la frontera entre ambos, 14 de noviembre de 1990" (Vertrag zwischen der Bundesrepublik Deutschland und der Republik Polen über die Bestätigung der zwischen ihnen bestehenden Grenze en alemán, y Traktat między Rzeczpospolitą Polską a Republiką Federalną Niemiec o potwierdimizeniu istniejącej między nimi n granicy en polaco, encontrándose el orden de los países a la inversa en el texto en polaco).

## Contexto

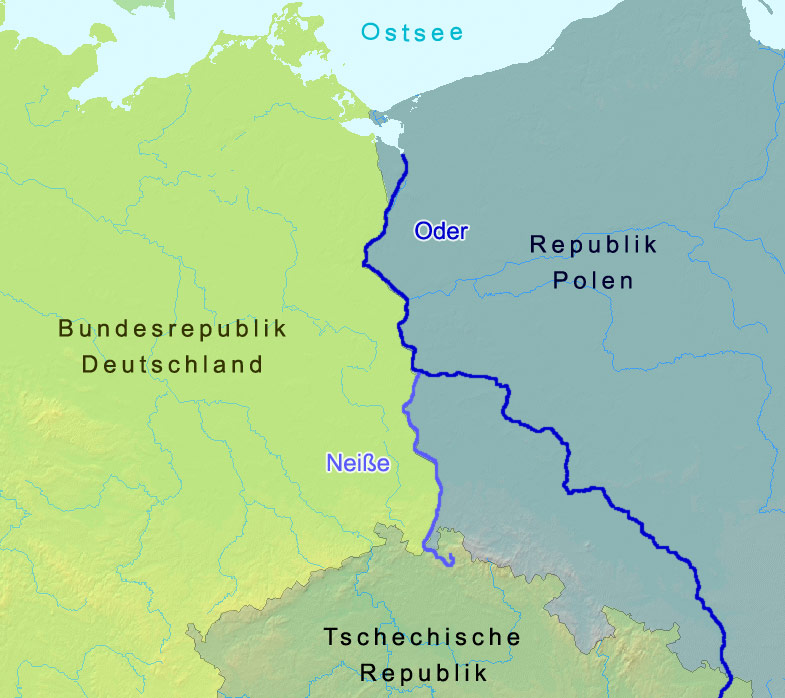
La línea Oder-Neisse representada sobre el mapa político de Alemania y de Polonia, marcando las fronteras actuales entre ambos países

En el Acuerdo de Potsdam de 1945, los Aliados de la Segunda Guerra Mundial habían definido la línea Oder-Neisse como la línea de demarcación entre la zona de ocupación soviética en Alemania y la República Popular de Polonia, a la espera de la determinación final de la frontera occidental de Polonia en un acuerdo de paz posterior. Esto transfirió extensas regiones a Polonia, algunas de las cuales habían estado bajo control alemán durante siglos, reduciendo a Alemania a aproximadamente tres cuartas partes del territorio sobre el que se expandía en 1937. El tratado de Zgorzelec de 1950 entre Alemania Oriental y la República Popular de Polonia confirmó esta frontera como definitiva. Alemania Occidental, que se veía a sí misma como la única sucesora legal del Reich alemán y no reconocía a Alemania Oriental, insistió en que el acuerdo final en la frontera polaco-alemana solo podía ser aceptado por una futura Alemania reunificada. Aunque Alemania Occidental, a todos los efectos prácticos, aceptó la frontera Oder-Neisse en el tratado de Varsovia de 1970, su advertencia legal de que solo un futuro tratado de paz resolvería formalmente la cuestión seguía en vigor.
Con la reunificación alemana finalmente al alcance de la mano en 1990, los Aliados de la Segunda Guerra Mundial condicionaron la plena soberanía de Alemania al reconocimiento definitivo de la frontera Oder-Neisse, tal como se estipula en el artículo 1.2 del Tratado sobre el acuerdo final con respecto a Alemania. La firma de un tratado entre Alemania y Polonia en el que se reconocía la línea Oder-Neisse como frontera de conformidad con el Derecho internacional fue también uno de los términos del Tratado de Unificación entre Alemania Occidental y Alemania Oriental que entró en vigor el 3 de octubre de 1990. Polonia también quería que este tratado pusiera fin a la ambigüedad que había rodeado la cuestión fronteriza desde 1945.

## Texto
En virtud del tratado, las partes:
- reafirmaron la frontera según el Tratado de Zgorzelec de 1950 con sus posteriores estatutos reglamentarios y el Tratado de Varsovia de 1970;
- declararon la frontera entre ellos inviolable ahora y en el futuro, y se comprometieron mutuamente a respetar su soberanía e integridad territorial;
- declararon que no tienen derechos territoriales el uno sobre el otro y que no los reclamarán en el futuro.

El acuerdo se completó con un Tratado de buena vecindad y cooperación amistosa, firmado entre Polonia y Alemania el 17 de junio de 1991.
En el proceso de ratificación en el Bundestag, el tratado recibió 13 votos en contra de los diputados de la facción CDU/CSU, entre ellos Erika Steinbach y Peter Ramsauer. En 2006, la ministra de Asuntos Exteriores polaca Anna Fotyga, en respuesta a las reclamaciones de indemnización presentadas por la corporación denominada "Preußische Treuhand" (Fideicomiso Prusiano) en representación de alemanes expulsados de la actual Polonia y sus descendientes, declaró que el tratado era insuficiente y que podría tener que ser renegociado.